# Ramal ferroviario Comandante Nicanor Otamendi-San Agustín
El Ramal Comandante Nicanor Otamendi - San Agustín pertenece al Ferrocarril General Roca, Argentina.

## Ubicación
Partiendo desde Comandante Nicanor Otamendi, el ramal atraviesa 55 km aproximadamente por la provincia de Buenos Aires, a través de los partidos de General Alvarado y de Balcarce

## Servicios
No presta servicios de pasajeros ni de cargas entre sus cabeceras